# Abdul-Malik al-Houthi
Abdul-Malik Badruldeen al-Houthi ( Gobernación de Sa'dah, Yemen, 22 de mayo de 1979) es un político y líder religioso yemení que se desempeña como líder del movimiento hutí, un movimiento revolucionario compuesto principalmente por musulmanes zaidíes, desde 2004. Sus hermanos Yahia y Abdul-Karim también son líderes del grupo, al igual que sus difuntos hermanos Hussein, Ibrahim y Abdulkhaliq. Abdul-Malik Houthi es la figura principal de la guerra civil yemení que comenzó con la toma del poder de los Hutíes en Yemen en la gobernación de Sa'dah, en el norte de Yemen.

## Biografía
Al-Houthi nació en Sa'dah, al norte de Yemen, en el seno de una familia hutí en 1982. Sin embargo algunas fuentes afirman que nació el 22 de mayo de 1979. Sigue la rama Zaydista del Islam chiita. Su padre, Badreddin, era un erudito religioso de la secta minoritaria chiita Zaydi de Yemen. Abdul-Malik era el más joven de sus ocho hermanos. Su hermano mayor, Hussein, era políticamente activo y miembro del parlamento de Yemen, además de ser un destacado opositor del gobierno del expresidente de Yemen, Alí Abdalá Salé. Su hermano Hussein fundó el movimiento hutí para promover el pensamiento zaidí, levantarse contra los "opresores que gobiernan Yemen y brindar servicios educativos y sociales" en 1994. Después de la muerte de Hussein, Abdul-Malik lo sucedió tomando el control del movimiento y desde entonces ha estado en el cargo.

## Actividad política
Al-Houthi se dirigió a la nación en Yemen TV en un discurso en la noche del 20 de enero de 2015, después de que tropas leales a él tomaran el palacio presidencial y atacaran la residencia privada del presidente de Yemen Abd Rabbuh Mansur Hadi en Saná . Exigió a Hadi que implementara reformas que dieran al movimiento hutí más control sobre el gobierno central. Aunque inicialmente se informó que Hadi accedió a las demandas de al-Houthi, el presidente renunció a su cargo el 22 de enero de 2015, diciendo que el proceso político había "llegado a un callejón sin salida". Luego, el Consejo de Seguridad de la ONU impuso sanciones contra al-Houthi. Fue elogiado por el político conservador iraní Mohsén Rezaí, en una declaración de apoyo moral y defensa del "verdadero despertar islámico".
Durante un bombardeo al aeropuerto de Saná por aviones de combate de la coalición liderada por Arabia Saudita en 2015, los misiles alcanzaron a la ciudad natal de al-Houthi, Marran.
Según el periódico británico The Guardian, más de 40 oficiales sauditas han sido entrenados en prestigiosos colegios militares británicos desde que comenzó la intervención saudita en Yemen. Estos oficiales se entrenaron principalmente en Sandhurst, la escuela de la RAF en Cranwell y el Royal Naval College en Dartmouth desde 2015. El Ministerio de Defensa se negó a declarar el dinero ganado con los contratos sauditas, porque podría influir en las relaciones de Gran Bretaña con los sauditas.
Al-Houthi condenó la cooperación militar del Reino Unido y la venta de armas al ejército saudí. Según un análisis de Sky News, el Reino Unido ha vendido armas por valor de al menos 5.700 millones a la coalición liderada por Arabia Saudita que lucha en Yemen desde 2015.
El 10 de mayo de 2020, al-Houthi criticó el programa Um Harun por promover la normalización de los lazos con Israel .
Tras el conflicto entre Israel y Hamás en 2023, el portavoz de Al-Houthi, Yahya Sarea, afirmó que los Hutíes habían lanzado un gran número de misiles y drones hacia Israel, pero sin declarar explícitamente la guerra al país.